# Kerkhof van Watou
Het Kerkhof van Watou is een gemeentelijke begraafplaats in het Belgische dorp Watou. Het kerkhof ligt in het dorpscentrum rond de Sint-Bavokerk.

## Britse oorlogsgraven
Aan de noordzijde naast de kerk bevinden zich 12 Britse militaire graven met gesneuvelden uit de Eerste Wereldoorlog. Het zijn 11 Britten en 1 Canadees die hier begraven werden tussen april 1915 en april 1918. De graven worden onderhouden door de Commonwealth War Graves Commission. In de CWGC-registers staat de begraafplaats genoteerd als Watou Churchyard.